# Illice angelus
Illice angelus là một loài bướm đêm thuộc phân họ Arctiinae, họ Erebidae.